# Vương thất Thụy Điển

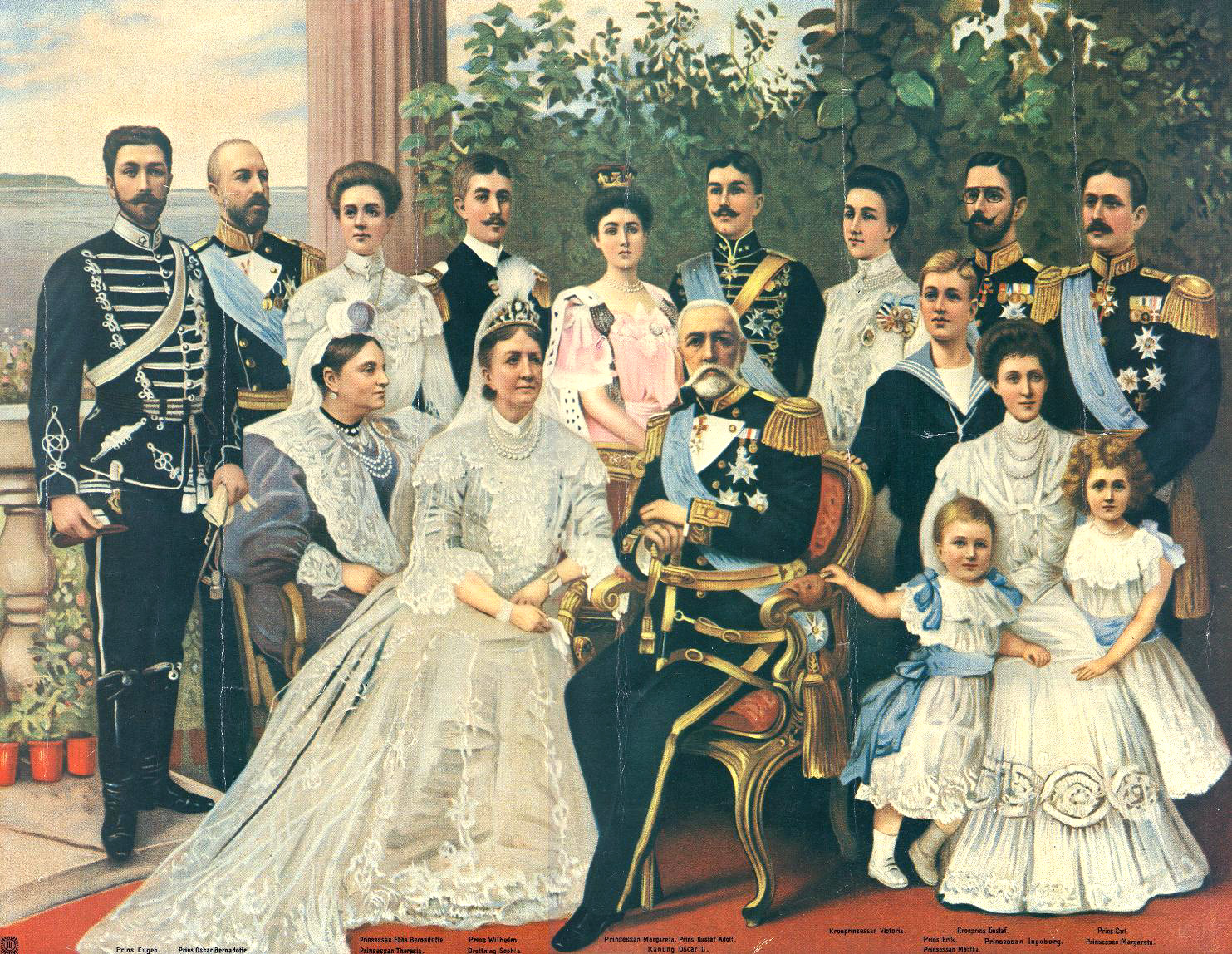
Các thành viên của Vương thất Thụy Điển năm 1905

Từ năm 1818, Vương thất Thụy Điển (tiếng Thụy Điển: Kungafamiljen) bao gồm các thành viên của Vương tộc Bernadotte, có quan hệ mật thiết với vị Quốc vương đương nhiệm của Thụy Điển. Ngày nay, thành viên Vương thất Thụy Điển là những cá nhân được phong tước hiệu trong Vương thất và những người kết hôn với thành viên của Vương tộc Thụy Điển. Gia đình mở rộng (tiếng Thụy Điển: Kungliga familjen) bao gồm họ hàng, bà con quyến thuộc của Quốc vương, những người là và không là thành viên của Vương thất Thụy Điển.

## Lịch sử
Vương tộc Thụy Điển được biết là đã tồn tại từ thế kỷ thứ 10 công nguyên.
Các con của Quốc vương Thụy Điển hiện tại thường mang tước vị đi kèm với tên của lãnh địa cai trị (như Thái nữ Victoria, Nữ công tước xứ Västergötland). Tuy nhiên, vẫn có một số trường hợp tước vị quý tộc đặc biệt (như Fürst - Vương tử Frederick William xứ Hessenstein) hay tước vị ưu đãi cho những người từng mang tước vị Vương thất nhưng đã bị phế truất (như Vương tử Oscar Bernadotte).

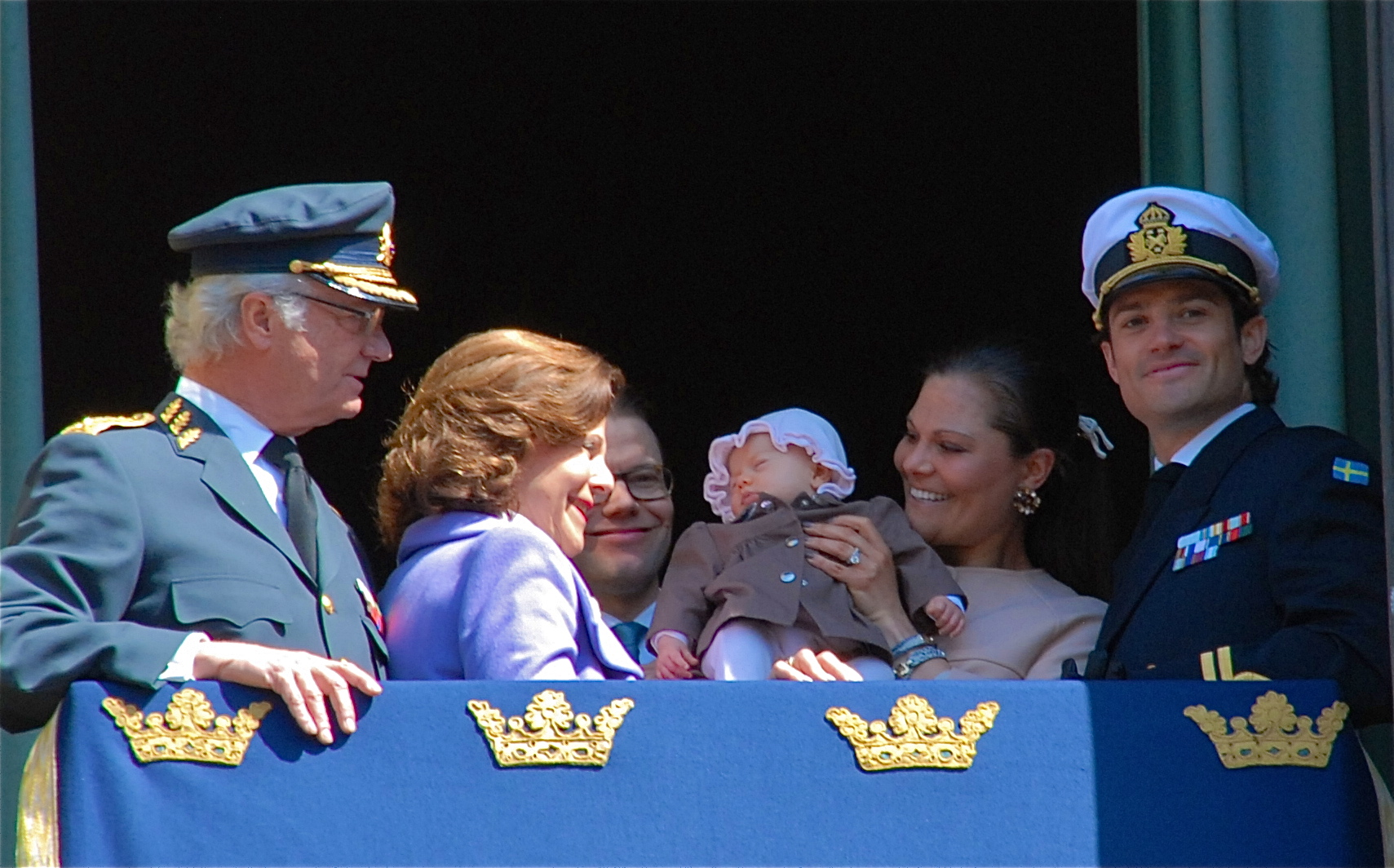
Các thành viên của Vương thất Thụy Điển năm 2012

## Thành viên
Dưới đây là danh sách các thành viên chính thức của Hoàng gia Thụy Điển (Kungafamiljen) tính tới thời điểm hiện tại:
- Quốc vương Carl XVI Gustaf (sinh năm 1946)
- Vương hậu Silvia (vợ của Quốc vương, sinh năm 1943)
  - Vương Thái nữ Victoria, Nữ Công tước xứ Västergötland (con trưởng của Đức vua, sinh năm 1977)
  - Vương thân Daniel, Công tước phu quân xứ Västergötland (con rể của Quốc vương, sinh năm 1973, chồng của Thái nữ Victoria) 
    - Vương tôn nữ Estelle, Nữ Công tước xứ Östergötland (cháu gái của Quốc vương, sinh năm 2012, con trưởng của Thái nữ Victoria)
    - Vương tôn Oscar, Công tước xứ Skane(cháu trai Quốc vương, sinh năm 2016, con trai duy nhất của Thái nữ Victoria)

  - Vương tử Carl Philip, Công tước xứ Värmland (con trai duy nhất của Đức vua, sinh năm 1979)
  - Vương tức Sofia, Nữ công tước xứ Varmland (vợ của Vương tử Carl Philip, sinh năm 1984)
    - Vương tôn Alexander, Công tước xứ Södermanland (cháu trai Quốc vương, con trai thứ nhất của Vương tử Carl Philip, sinh năm 2016)
    - Vương tôn Gabriel, Công tước xứ Dalarna (cháu trai Quốc vương, con trai thứ hai của Vương tử Carl Philip, sinh năm 2017)
    - Vương tôn Julian, Công tước xứ Halland (cháu trai của Quốc vương, con trai út của Hoàng tử Carl Philip, sinh năm 2021)
    - Vương tôn nữ Ines (2025)

  - Vương nữ Madeleine, Nữ Công tước xứ Hälsingland và Gästrikland (con gái út của Quốc vương, sinh năm 1982), kết hôn với Christopher O'Neill (sinh năm 1974)
    - Vương tôn nữ Leonore, Nữ Công tước xứ Gotland (cháu gái của Quốc vương, sinh năm 2014, con trưởng của Công chúa Madeleine)
    - Vương tôn Nicolas, Công tước xứ Ångermanland (cháu trai Quốc vương, sinh năm 2015, con trai duy nhất của Công chúa Madeleine)
    - Vương tôn nữ Adrienne, Nữ công tước xứ Blekinge (cháu gái của Đức vua, sinh năm 2018, con gái út của Công chúa Madeleine)

### Triều đình Vương thất Thụy Điển
Thành viên của Triều đình Vương thất Thụy Điển (Kungl. Huset) bao gồm những thành viên của Vương thất Thụy Điển (xem ở trên) và có thêm:
- Birgitta, Công chúa Thụy Điển và Hohenzollern (chị gái thứ hai của Quốc vương, sinh năm 1937), kết hôn với Vương Johann Georg von Hohenzollern.

#### Huy hiệu
| Huy hiệu của Quốc vương và Vương hậu Thụy Điển - Huy hiệu của Quốc vương Carl XVI Gustaf - Huy hiệu của Vương hậu Silvia |

| Huy hiệu của Vương tử và Công chúa - Huy hiệu của Vương Thái nữ Victoria - Huy hiệu của Vương thân Daniel - Huy hiệu của Công chúa Estelle - Huy hiệu của Vương tử Carl Philip - Huy hiệu của Công chúa Madeleine |

### Gia đình mở rộng của Đức vua

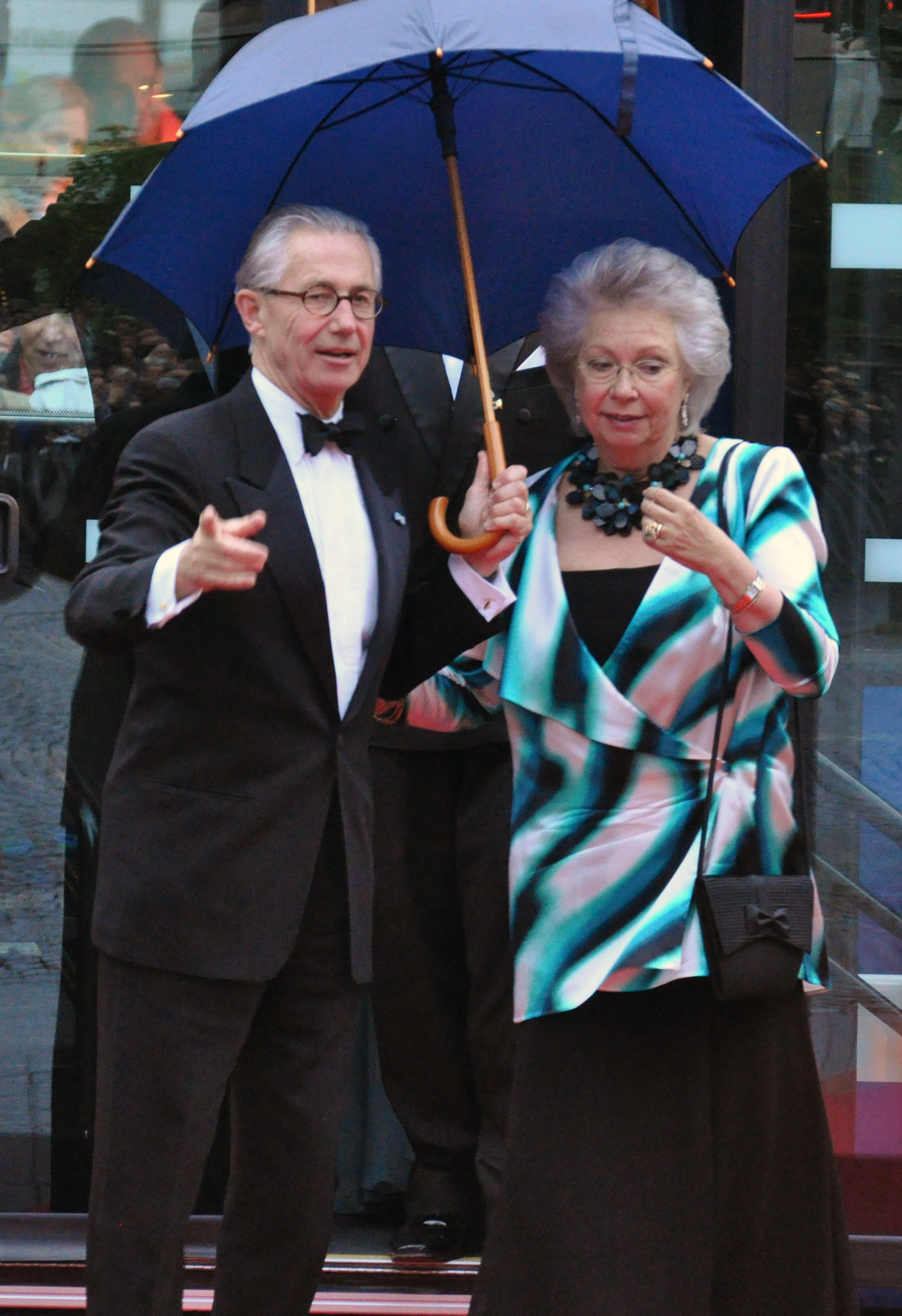
Công chúa Christina, Bà Magnuson (cùng chồng) là thành viên không chính thức của Vương tộc Thụy Điển

Triều đình Vương thất đã liệt kê những thành viên thuộc gia đình mở rộng (Kungl. Familjen) của Đức vua, bao gồm:
- Công chúa Margaretha, Bà Ambler (chị cả của Quốc vương, sinh năm 1934)
- Công chúa Désirée, Nữ Nam tước Silfverschiöld (chị gái thứ ba của Quốc vương, sinh năm 1938), kết hôn với Nam tước Niclas Silfverschiöld.
- Công chúa Christina, Bà Magnuson (chị gái thứ tư của Đức vua, sinh năm 1943), kết hôn với Lãnh sự Tord Magnuson.
- Nữ Bá tước Marianne Bernadotte xứ Wisborg (cô của Quốc vương, sinh năm 1924, phu nhân của cố Bá tước Sigvard Bernadotte, chú của Quốc vương)
- Nữ Bá tước Gunnila Bernadotte xứ Wisborg (cô của Quốc vương, sinh năm 1923, phu nhân của cố Bá tước Carl Johan Bernadotte, chú của Đức vua)
- Công nương Kristine Bernadotte (sinh năm 1932, phu nhân của cố Vương tử Carl Bernadotte, em họ của ông của Quốc vương)

### Không là thành viên
- Christopher O'Neill, phu quân của Công chúa Madeleine của Thụy Điển đã từ chối không trở thành thành viên của Vương thất Thụy Điển vì ông muốn giữ quốc tịch Anh - Mỹ của mình cùng như tiếp tục công việc kinh doanh hiện thời.